# Rosalia Spoto
Rosalia Spoto (25 augustus 1847? – 20 februari 1957) was een Italiaanse eeuwelinge; zij was op het moment van haar overlijden naar verluidt de oudste persoon ter wereld gedurende twee maanden.

## Levensloop
Spoto zou zijn geboren in 1847. Oorspronkelijk werd gedacht dat ze met de dood van Betsy Baker op 24 oktober 1955 de oudste mens ter wereld zou zijn geworden. Later bleek echter dat Jennie Howell, die op 16 december 1956 overleed, ook nog ouder was. Spoto overleed op 20 februari 1957, naar verluidt op 109-jarige leeftijd.
Op 29 augustus 2017 werd de leeftijdsclaim van Spoto in twijfel getrokken. Hierdoor bleek dat Mathias Hansen Saether, geboren op 21 oktober 1848, de werkelijke opvolger van Jennie Howell was. Ten tijde van het overlijden van Spoto was Catherine Waller, geboren op 1 december 1848, de oudste mens ter wereld.